# Ginouillac
Ginouillac är en kommun i departementet Lot i regionen Occitanien i södra Frankrike. Kommunen ligger i kantonen Labastide-Murat som tillhör arrondissementet Gourdon. År 2022 hade Ginouillac 141 invånare.

## Befolkningsutveckling
Antalet invånare i kommunen Ginouillac
| Referens: INSEE |